# Хуанфернандешка фока крзнашица
Хуанфернандешка фока крзнашица (Arctocephalus philippii) је врста перајара из породице ушатих фока (Otariidae).

## Распрострањење
Ареал врсте је ограничен на мањи број држава. 
Врста је присутна на пацифичком архипелагу острва Хуан Фернандез, које припада Чилеу, а понекад се среће и на обалама Чилеа и Перуа.

## Угроженост
Ова врста је на нижем степену опасности од изумирања, и сматра се скоро угроженим таксоном.